# Caesarion

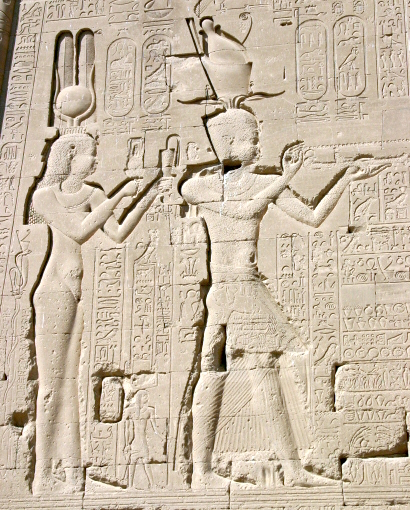
Relief föreställande Kleopatra VII och Caesarion från templet i Dendera.

Caesarion, även stavat Kaisarion, egentligen Ptolemaios XV Caesar, född 23 juni 47 f.Kr., död 23 augusti 30 f.Kr. i Alexandria, var son till Kleopatra VII av Egypten och, enligt henne, Julius Caesar. År 44 f.Kr. utnämnde Kleopatra honom till medregent. Drottningen planerade att Caesarion skulle efterträda Caesar som romerska rikets härskare, men när Octavianus invaderade Egypten 30 f.Kr., efter slaget vid Actium, dräptes Caesarion. 